# Orapa Mine
Копальня «Орапа» (Orapa Mine) — алмазний рудник у Ботсвані, найбільший рудник у світі за обсягом кімберліту, що добувається. Належить компанії Debswana. Має кар'єр і дві збагачувальні фабрики. Реконструйований у 1996—1999 рр., що дало змогу збільшити видобуток алмазів в два рази — до 12 млн кар. на рік та істотно поліпшити економічні показники рудника.
Головною частиною робіт по розширенню рудника було будівництво нової збагачувальної фабрики № 2, завершене в травні 1999 р. Ця фабрика станом на 2002 р — найбільша у світі; продуктивність чотирьох її робочих ліній — 1400 т руди на годину. На ній застосована традиційна для підприємств корпорації схема збагачення з двостадійним дробленням руди, скруббінгом, інтеґрованим додробленням для фракцій +8-25 мм і отриманням концентрату дрібного і зернистого матеріалу у важких середовищах. На проектну потужність фабрика вийшла в кінці 2000 р. На Орапа споруджене автономне підприємство по вилученню алмазів з концентрату — «CARP», аналогічне побудованому на руднику Джваненґ. Для вилучення алмазів з концентрату застосовують спеціальні методи збагачення — рентгено-люмінесцентні технології і потім відправляють їх для остаточного сортування на нове сортувальне підприємство «FISH» рудника Джваненґ [African Mining. 2000. V.5, № 5].
Модернізовано парк кар'єрних самоскидів і екскаваторів: 50-тонні самоскиди замінені на 190-тонні, придбано екскаватори «RH200» з ковшем місткістю 26 куб.м, навантажувач «Cat 994» і два бурових верстати для буріння зарядних свердловин. Управління всією цією технікою здійснюється за допомогою нової централізованої комп'ютерної системи фірми Wenco вартістю 1 млн дол. У кабінах ваговозів і екскаваторів встановлені сенсорні екрани і високошвидкісні радіомодеми, які забезпечують графічний інтерфейс користувача, що дозволяє водіям мати зв'язок з диспетчером і користуватися бортовими системами моніторингу. Спочатку ця система буде використовуватися для диспетчерського управління парком техніки в реальному часі, а згодом також і для автоматичного збору даних для найраціональнішого ведення розкривних робіт. Рудник Орапа протягом 30 років вів видобуток без розкривних робіт; в середині 2001 р. вони почалися, і нова система дозволить оптимізувати цей процес. Раніше такі системи вже були встановлені на рудниках Екаті (Канада), Венішія і Летлхакане (ПАР).
У кар'єрі встановлена нова первинна дробильна установка фірми Kawasaki продуктивністю 4000 т/год — друга за потужністю в Африці. Вона повністю забезпечує сировиною обидві збагачувальні фабрики і дозволяє створити запас дробленої руди.
У 2000 р. на обох фабриках було збагачено 14.7 млн т руди, 26 % якої надійшло з спецвідвалів. У результаті річний видобуток алмазів на руднику зріс майже на 3 млн кар. Відповідно до останнього плану розвитку рудника видобуток руди відкритим способом становить щорічно 18 млн т. Загальний щорічний обсяг земляних робіт на родовищі — 40 млн т. Відкрита розробка родовища продовжиться ще 30 років. До її закінчення в 2030 р. загальна площа кар'єру становитиме 266 га, а глибина — 550 м. Після цього почнеться підземна експлуатація родовища, яка продовжиться ще 20-30 років. Сумарні запаси родовища на 2000 р. становили 169 млн кар., виявлені ресурси — 320 млн кар. при середньому вмісті алмазів у руді 0.49 кар./т і середній ціні — 40 дол./кар. [De Beers Annual Report 2000. Kimberly, 2001].
Розширення комплексу підприємств Орапа-Летлхакане передбачає також освоєння родовища на трубці В/К9 Мопіпі (Mopipi), розташованій за 25 км від рудника Орапа. Річний видобуток тут становитиме 1.3 млн т руди, що відповідає ~200 тис. кар. алмазів. Руда буде збагачуватися на фабриці Орапа. Рудник став до ладу в кінці 2002 р.